# Dieter Eich

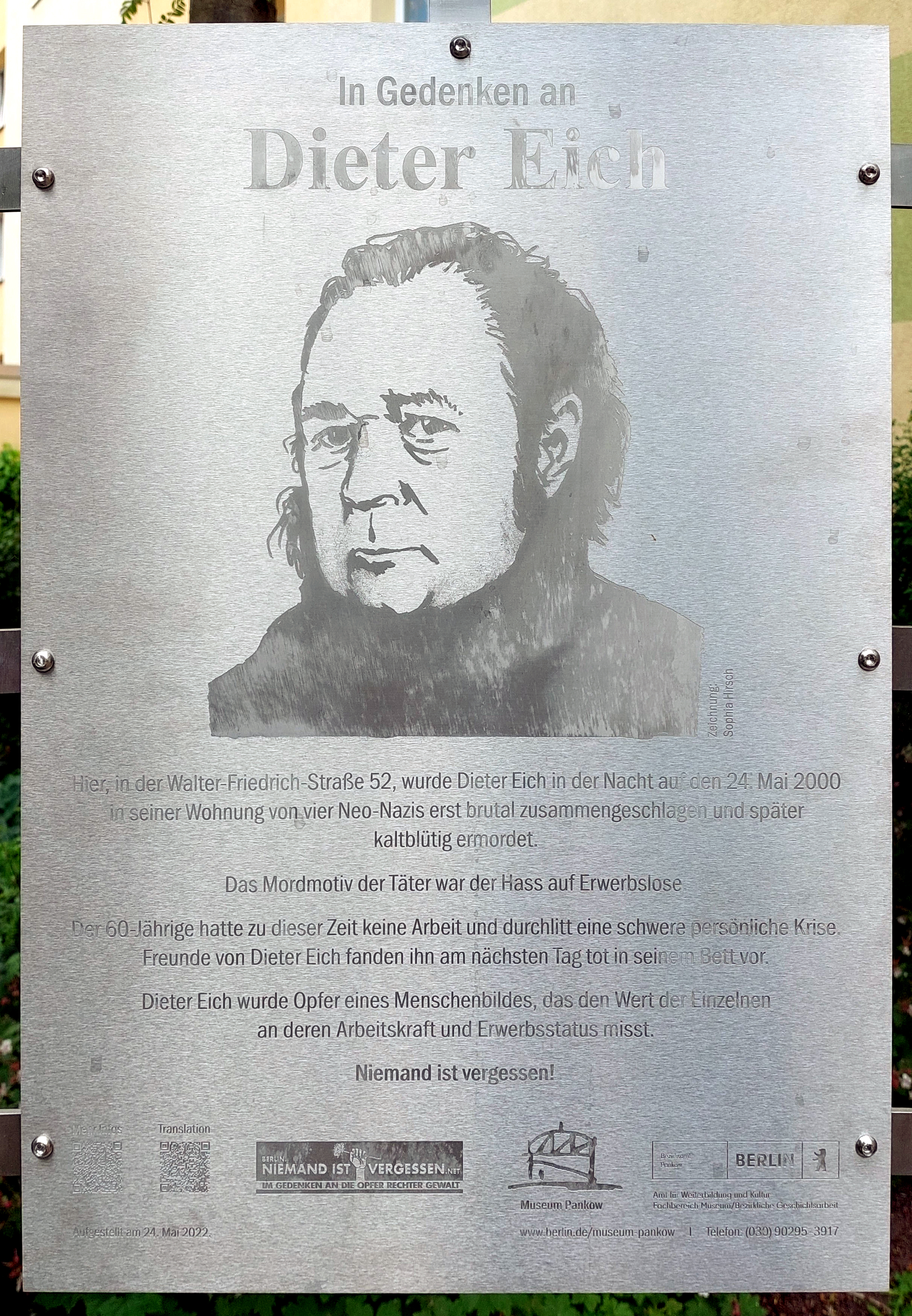
Gedenktafel für Dieter Eich an seinem ehemaligen Wohnhaus in der Walter-Friedrich-Str. 52

Dieter Eich (* um 1940; † 24. Mai 2000 in Berlin) wurde von vier Neonazis aus sozialchauvinistischer Motivation ermordet.

## Tathergang
Am 23. Mai 2000 feierten vier zwischen 18 und 21 Jahre alte Neonazis gemeinsam die Einweihung einer Wohnung, die einer von ihnen vor kurzem bezogen hatte. Die vier Täter kannten sich schon länger von „Kameradschaftstreffen“. Einer von ihnen trat dort als „Kameradschaftsführer“ von Berlin-Buch auf. Auch der bekannte Neonazi Arnulf Priem war häufig Teil dieser Treffen. Einer der Täter beteiligte sich im Februar 2000 an einem Angriff auf ein Asylbewerberheim in Berlin-Buch, bei dem die Bewohner zusammengeschlagen werden sollten. Die Angreifer konnten jedoch in die Flucht geschlagen werden.
Die Neonazis betranken sich bereits auf dem Weg zur Einweihungsfeier beleidigten unterwegs Personen, die sie als nicht deutsch wahrnahmen. Während der Feier wurden rechtsradikale Parolen gegrölt und rechte Musik gespielt. Nach Beschwerden aus der Nachbarschaft kam es zu einem Polizeieinsatz. Die Stimmung schaukelt sich derweil durch den Alkoholkonsum, die aggressive Musik und entstehende Rangeleien untereinander hoch. Es wurde der Entschluss gefasst „jemanden auf[zu]klatschen“. Als Ziel wurde schnell Dieter Eich vorgeschlagen, der in der Wohnung darüber wohnte. Dieter Eich war zu dem Zeitpunkt erwerbslos und galt in der Gegend als alkoholkrank. Grund dafür war das kürzliche Versterben seiner Freundin, in deren Wohnung er noch nicht lange wohnte.  Wenn „man so einen aufklatschen würde, täte man etwas fürs Volk“ bestärkten sich die Täter und verschafften sich gegen 23 Uhr Zutritt zu dessen Wohnung. Die Tür war schon seit längerer Zeit kaputt. Einer der Täter wusste davon, da er die Situation bereits Tage zuvor ausgenutzt hatte um Dieter Eichs Fernsehgerät zu stehlen. Dieter Eich schlief zum Zeit des Angriffs in seinem Schlafzimmer. Zwei der Neonazis traktierten ihn mit Schlägen und Tritten gegen Kopf und in die Magengegend, während zwei weitere im Flur Wache hielten. Sie ließen Dieter Eich schwer verletzt in seiner Wohnung zurück.
Wenig später kamen sie mit der Absicht zurück, ihn zu töten. Es kam ihnen der Gedanke, Dieter Eich könne sie erkannt haben. Wieder standen zwei Neonazis im Flur Wache, wieder wurde auf ihn eingetreten. Daraufhin stach ihm einer der Täter mit einem mitgebrachten Messer in die Brust. Dieter Eich verstarb wenige Minuten später.
Nach dem Mord gingen die vier Neonazis erneut an den Tatort, um Spuren zu beseitigen. Sie entsorgten ihre blutige Kleidung im Müllschlucker eines anderen Hochhauses und warfen das Messer weg. Dieter Eich wurde am Tag danach von zwei Freunden, die mit ihm zum Kaffeetrinken verabredet waren, in seiner Wohnung aufgefunden.

## Ermittlungen
Zwei der Täter suchten am Tag darauf Rat beim Nazikader Arnulf Priem in dessen Wohnung in Berlin-Wedding. Sie hatten von diesem bereits zuvor Schulungen in Germanenkunde und NS-Ideologie erhalten und erhofften sich Hilfe. Priem vermittelte ihnen seinen Anwalt Aribert Streubel.
Die Polizei kam durch die Befragung anderer Hausbewohner auf die Täter und nahm diese zwei Tage nach dem Mord in Haft. Während der Verhöre wurde die rechte Gesinnung der Täter schnell eindeutig. Während der Untersuchungshaft kam es mehrfach zu Einschüchterungsversuchen unter den Tätern, einige der verhafteten Personen seien zu wichtig für die rechtsradikale Szene und würden dort gebraucht. Einer der Täter sollte daher die volle Schuld auf sich nehmen, dafür werde sich dann gut um ihn gekümmert: „Die Kameraden von draußen kommen und schicken Pakete.“ Daraufhin kommt es zu einem vollen Schuldeingeständnis eines der Täter. Als Begründung für seinen Sinneswandel gab er an: „Ich habe mir deshalb gedacht, lieber zehn ruhige Jahre sitzen, als acht Jahre Angst haben.“
Der verantwortliche Richter bezeichnete einen der Täter während des Prozesses als „treibende Kraft“ hinter dem Mord. Er sei die „rechte Hand“ von Arnulf Priem und wurde auch als einziger von dessen persönlichen Anwalt vertreten. Am 2. März 2001 erhalten drei der Täter erhalten Jugendstrafen von 5, 6 bzw. 8 Jahren Haft. Der vierte wird nach Erwachsenenstrafrecht zu elf Jahren und sechs Monaten Freiheitsstrafe verurteilt.
Der Richter sah den ersten Angriff auf Dieter Eich als rechtsextrem motiviert an. Der darauffolgende Mord wurde lediglich als Verdeckungstat gewertet. Unterstützung für diese Sichtweise kam von Berlins derzeitigen Innensenator Frank Henkel. Dieser behauptete „Täter und Opfer waren miteinander bekannt, sie konsumierten gemeinsam Alkohol. Die Anklage schildert den Tatablauf als ‚Lust eines Einzelnen an der Gewalt‘ und die spätere Tötung als ‚Deckungstat aus Angst vor polizeilichen Repressalien‘. Es handelt sich insofern nicht um eine Tat des Phänomenbereiches PMK – rechts.“

## Gedenken

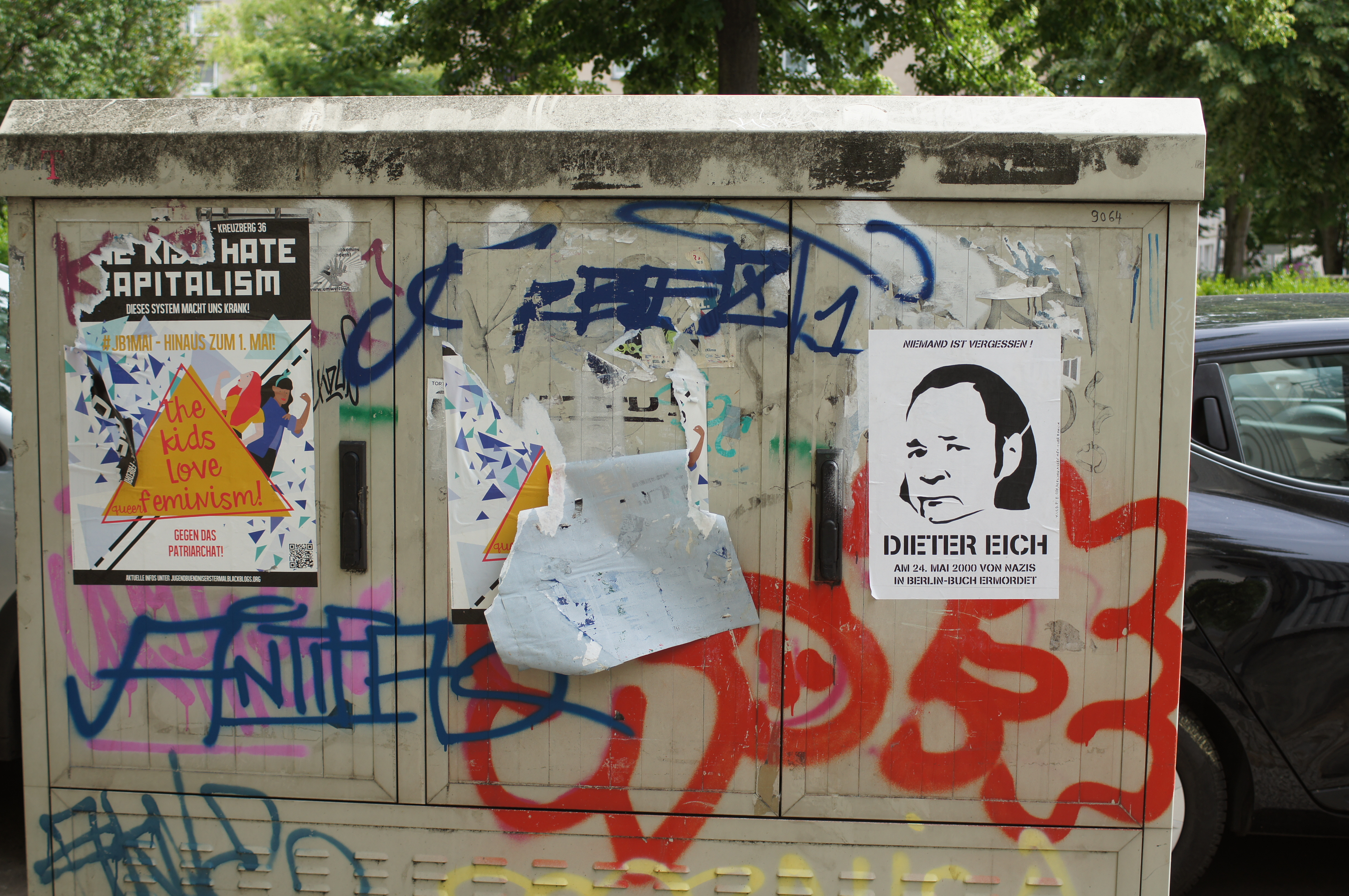
Plakat in Gedenken an Dieter Eich

Der Mord an Dieter Eich erlangte zunächst wenig Öffentlichkeit. Erst im Jahr 2007 etablierte sich auf zivilgesellschaftliche Initiative ein Gedenken, das Dieter Eich als Opfer rechter Gewalt anerkennt unabhängig von dessen offiziellen Opferstatus. Seither kommt es jährlich zu Kundgebungen und Demonstrationen im Gedenken an Dieter Eich im Umfeld des ehemaligen Wohnorts. Die Veranstaltungen wurden mehrfach durch Neonazis gestört.
Im Jahr 2015 gab das Berliner Landeskriminalamt eine Studie in Auftrag, die den politischen Hintergrund mehrerer Verdachtsfälle rechter Tötungsdelikte untersuchen sollte. Das Zentrum für Antisemitismusforschung der Technischen Universität Berlin veröffentlichte 2018 die Ergebnisse dieser Studie, aufgrund derer auch Dieter Eich als Todesopfer rechter Gewalt nachgemeldet wurde.
Die Gedenktafelkommission des Bezirks Berlin-Pankow entwarf im November 2020 nach einem Beschluss der Bezirksverordnetenversammlung eine Gedenktafel. Unterstützt wurde sie dabei von zivilgesellschaftlichen Initiativen. Die Gedenktafel wurde am 24. Mai 2022 an Dieter Eichs ehemaligen Wohnhaus in der Walter-Friedrich-Straße 52 eingeweiht.

Auf der Tafel ist neben einer von Sophia Hirsch angefertigten Portraitzeichnung von Dieter Eich der folgende Text eingraviert: 
In Gedenken an Dieter Eich
Hier in der Walter-Friedrich-Straße 52 wurde Dieter Eich in der Nacht auf den 24. Mai 2000 in seiner Wohnung von vier Neo-Nazis erst brutal zusammengeschlagen und später kaltblütig ermordet.
Das Mordmotiv der Täter war der Hass auf Erwerbslose.
Der 60-Jährige hatte zu dieser Zeit keine Arbeit und durchlitt eine schwere persönliche Krise. Freunde von Dieter Eich fanden ihn am nächsten Tag tot in seinem Bett vor.
Dieter Eich wurde Opfer eines Menschenbildes, das den Wert der Einzelnen an deren Arbeitskraft und Erwerbsstatus misst.

Niemand ist vergessen!